# Yusuke Kanamaru
Yusuke Kanamaru –en japonés, 金丸 雄介, Kanamaru Yusuke– (Hakusan, 14 de septiembre de 1979) es un deportista japonés que compitió en judo.
Ganó dos medallas en el Campeonato Mundial de Judo en los años 2001 y 2007, y dos medallas en el Campeonato Asiático de Judo en los años 2003 y 2005. En los Juegos Asiáticos de 2002 consiguió una medalla de plata.

## Palmarés internacional
| Campeonato Mundial  | Campeonato Mundial      | Campeonato Mundial | Campeonato Mundial |
| Año                 | Lugar                   | Medalla            | Categoría          |
| ------------------- | ----------------------- | ------------------ | ------------------ |
| 2001                | Múnich (Alemania)       | Medalla de plata   | –73 kg             |
| 2007                | Río de Janeiro (Brasil) | Medalla de bronce  | –73 kg             |
| Juegos Asiáticos    |                         |                    |                    |
| Año                 | Lugar                   | Medalla            | Categoría          |
| 2002                | Busan (Corea del Sur)   | Medalla de plata   | –73 kg             |
| Campeonato Asiático |                         |                    |                    |
| Año                 | Lugar                   | Medalla            | Categoría          |
| 2003                | Jeju (Corea del Sur)    | Medalla de plata   | –73 kg             |
| 2005                | Taskent (Uzbekistán)    | Medalla de bronce  | –73 kg             |